# Любашево (водохранилище)
Любашево или Любашевское — бывшее водохранилище в Ганцевичском районе Брестской области Республики Беларусь. Располагалось в 5 км на север от города Ганцевичи, в 1 км от деревни Любашево.
Сооружено в 1974-75 гг для орошения земель и рыбоводства.
Являлось наливным. Колебания уровня на протяжении года составляли 1,3 м.
Наполнялось водой из реки Цна по каналу.
Приблизительно в 1999 г. осущено. Сейчас местность заросла лесом